# Catasetum garnetianum
Catasetum garnetianum är en orkidéart som beskrevs av Robert Allen Rolfe. Catasetum garnetianum ingår i släktet Catasetum och familjen orkidéer. Inga underarter finns listade i Catalogue of Life.